# Aliceia
Aliceia là một chi ốc biển, là động vật thân mềm chân bụng sống ở biển trong họ Conidae.

## Các loài
Các loài thuộc chi Aliceia bao gồm:
- Aliceia aenigmatica Dautzenberg & Fischer H., 1897[2]
- Aliceia okutanii Sasaki & Warén, 2007[3]
- Aliceia simplicissima (Thiele, 1925)[4]